# Cichlopsis gularis
Cichlopsis gularis, "guyanaskogstrast", är en fågelart i familjen trastar inom ordningen tättingar. Den betraktas oftast som underart till kanelskogstrast (Cichlopsis leucogenys), men urskiljs sedan 2016 som egen art av Birdlife International och IUCN.
Taxonet förekommer på tepuier i sydöstra Venezuela (Bolívar) och närliggande Guyana. Den kategoriseras av IUCN som nära hotad.